# Santuari nacional Pampa Hermosa
El Santuari Nacional Pampa Hermosa és una àrea natural protegida del centre del Perú. Està situat dins del Departament de Junín, a les províncies de Província de Tarma el 75% i a la província de Chanchamayo. El seu territori cobreix 11.543,74 ha. El territori de Pampa Hermosa va ser designada com a Zona Reservada l'any 2005. El 26 de març de 2009 va ser categoritzat com a Santuari Nacional mitjançant Decret Suprem Nº 005-2009-MINAM. L'objectiu principal és la conservació dels boscos montans tropicals romanents en la selva central. Inclou alts valors de diversitat biològica, ressaltant espècies endèmiques o de distribució restringida i grups taxonòmics rellevants per a la ciència. Al voltant de la Pampa Bella es troba molt pocs assentaments. Entre ells estan els annexos de Ninabamba i Nueva Italia.

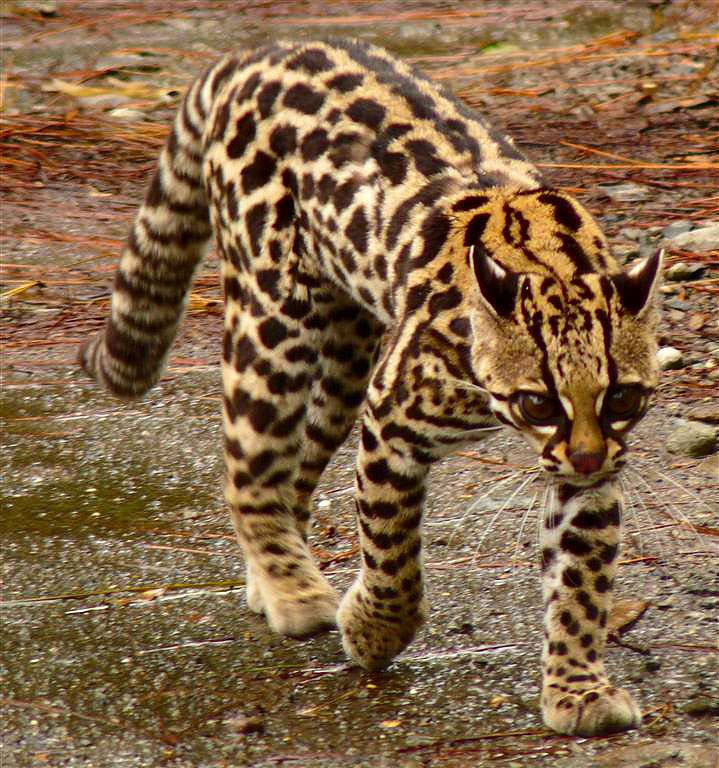

En el Santuari Nacional Pampa Hermosa, situat a la zona geogràfica Yunga segons el geògraf Javier Pulgar Vidal, es protegeix una sèrie única d'espècies i comunitats biològiques, on destaca una comunitat relicte de cedres d'altura Cedrela angustifolia. Els seus territoris també protegeixen les capçaleres de conca dels rius Cascas i Ulcumayo, importants afluents del riu Oxabamba. Això garanteix l'estabilitat dels sòls i l'aprovisionament d'aigua de qualitat a les poblacions limítrofes que permeti el desenvolupament integrat i sostenible dels recursos naturals.